# Miss Kiss Kiss Bang
„Miss Kiss Kiss Bang” este un cântec înregistrat de Alex Christensen și Oscar Loya care a reprezentat Germania la Concursul Muzical Eurovision 2009 din Moscova, Rusia. În timpul concursului duoul a purtat numele de scenă Alex Swings Oscar Sings. Piesa este inclusă pe albumul de debut al lui Oscar Loya, Heart 4 Sale.

## Istoric
Piesa a fost prezentată pe 21 februarie 2009 în cadrul Premiilor Echo de la Berlin. În finala Concursului Muzical Eurovision 2009 reprezentanții Germaniei au concurat pe poziția a șaptesprezecea, după Niels Brinck din Danemarca și înaintea lui Hadise din Turcia. Aceștia au obținut în total 35 de puncte, ocupând locul 20 din 25. „Miss Kiss Kiss Bang” a fost urmată în 2010 de piesa „Satellite”, interpretată de Lena Meyer-Landrut, care a câștigat ediția din Oslo. 

## Clasamente muzicale
| Țară     | Cea mai înaltă poziție | Certificare |
| -------- | ---------------------- | ----------- |
| Austria  | 71                     | —           |
| Germania | 20                     | —           |
| Suedia   | 35                     | —           |